# 大東商店街
大東商店街（だいとうしょうてんがい）は、大阪府大阪市都島区にある商店街。

## 概要
住所は、大阪市都島区大東町1丁目である。城北公園通駅の西側に、商店街のアーチ看板があり、そこから商店街を西に進んでいった次のアーチ看板までの東西270mほどの間が商店街である。東西に延びる商店街のほぼ中央地点を南北に道路（旧 七福商店街）が通っている。商店街の西のアーチ看板を過ぎると隣町の毛馬町になり、ここから西は商店街ではない。商店街路には街路灯・防犯カメラが設置され、カラーブロック舗装になっている。
大正初期には商店が集まり「中栄会」を結成。その後「八丁目筋商店街」と呼ばれたが、昭和25年(1950年)に地名の大東町から「大東商店街」の名称になった。　

## 営業時間
店舗によって異なる。物販店等は10時～19時頃、飲食店は22時頃までの店舗が多い。喫茶店は早朝から開店している。

## 通行規制
午前10時から午後10時までは、車両の通行はできない。商店街東側は両面通行、商店街西側は西から東への一方通行である。
規制時間内に通る車両は、通行許可証が必要である。

## アクセス
- JRおおさか東線 「城北公園通駅」
- 大阪シティバス 「大東町」・「赤川一丁目」・「大東町一丁目」
- Osaka Metro谷町線 「都島駅」（徒歩20分または大阪シティバス乗り継ぎ「赤川町1丁目」下車）